# Ulises Saucedo
Ulises Saucedo (3 de marzo de 1896-21 de noviembre de 1963) fue un entrenador de fútbol boliviano. Fue el primer director técnico del The Strongest y de la Selección de Bolivia durante la primera Copa del Mundo en Uruguay. En dicho mundial, además, fue árbitro en un partido y asistente en cinco.

## Biografía
Durante su juventud, Ulises Saucedo estudió en Londres, donde practicó el fútbol, por lo que al regresar a Bolivia, tenía un gran conocimiento de este deporte.
Fue uno de los pioneros en la Dirección Técnica de los equipos de fútbol. Así se lo conoce por ser el primer Director Técnico del primer equipo de fútbol del Club The Strongest con el que habría conseguido ser Campeón del Torneo de 1.ª División de la LPFA 1930 de manera invicta y con la Valla invicta.
En 1932 asume la dirección técnica del Club Bolívar, pero el torneo se suspende a causa de la Guerra del Chaco que estalló en septiembre de aquel año, aunque la LPFA le otorgó a ese club el título de aquel año sin haberse completado el campeonato.

## Mundial de Uruguay 1930
Su evidente capacidad para dirigir equipos de fútbol y su gran éxito en el fútbol local, le valió su nominación como Director Técnico de la Selección de fútbol de Bolivia que había sido invitada a participar en el primer Mundial de Fútbol de la historia, realizado en Uruguay en 1930. Allí dirigió a la Selección Boliviana en los dos partidos que le tocó disputar y además actuó como árbitro en varios encuentros.
De esos partidos, fue árbitro central en el partido que Argentina le ganó a México 6-3 y juez de línea en cinco: Argentina 1-Francia 0
Uruguay 4-Rumania 0
Argentina 3-Chile 1
Uruguay 6-Yugoslavia 1, y el partido final entre Argentina y Uruguay.

## Palmarés

### Campeonatos nacionales
| Torneo                | Club          | País    | Año  |
| --------------------- | ------------- | ------- | ---- |
| Campeonato de la LPFA | The Strongest | Bolivia | 1930 |
| Campeonato de la LPFA | Club Bolívar  | Bolivia | 1932 |

## Selección Boliviana
| Competición            | País    | Resultado | Año  |
| ---------------------- | ------- | --------- | ---- |
| Copa Mundial de Fútbol | Uruguay | 1.ª fase  | 1930 |